# Лутовиново (Белгородская область)
Лутовиново — село в Волоконовском районе Белгородской области России. В составе Репьевского сельского поселения.

## География
Село расположено в восточной части Белгородской области, в 10,6 км по прямой к северо-востоку от районного центра Волоконовки. Ближайшие населённые пункты: село Репьевка, расположенное чуть восточнее.

## История
В 1859 году — Бирюченского уезда «слобода владельческая Лутовинова при протоке речки Репьевки» «по правую сторону тракта на город Харьков», церковь православная.
В 1900 году — Бирюченского уезда Успенской волости слобода Лутовиновка (Лутовиново) при ручье Репьевке, в которой были: церковь, 4 общественных здания, церковно-приходская школа, 6 ветряных мельниц, 2 мелочные и винная лавки.
С июля 1928 года слобода Лутовиново в Репьевском сельсовете Волоконовского района.
В 1930 году в Лутовинове было 220 дворов, 18 из них организовали колхоз «Красный партизан», первым председателем которого стал Б.Г. Лобанов. Колхозным активистом был и Ф.И. Винокуров (родился в Лутовинове в 1909 году), в годы Великой Отечественной войны он стал Героем Советского Союза.
В 1958 году село Лутовиново в том же Репьевском сельсовете Волоконовского района.
В 1979 году учитывается как село Лутовиново Покровского сельсовета Волоконовского района.
В 1997 году учитывается как село Лутовино Репьевского сельского округа Волоконовского района.
В 2010 году село Лутовино — в составе Репьевского сельского поселения Волоконовского района.

## Население
В 1859 году в слободе — 58 дворов, 607 жителей (298 мужчин, 309 женщин).
В 1900 году в слободе было 205 дворов, 1418 жителей (702 мужчины и 716 женщин).
На 1 января 1932 года в слободе Лутовино — 581 житель.
На 17 января 1979 года в селе Лутовинове Покровского сельсовета Волоконовского района — 397 жителей, на 12 января 1989 года — 206 (89 мужчин, 117 женщин), на 1 января 1994 года — 307 жителей, 120 хозяйств.
В 1997 году в селе Лутовине Репьевского сельского округа Волоконовского района — 116 домовладений, 279 жителей. В 1999 году в Лутовине — 268 жителей, в 2001 году — 245.
| 1859 | 1897  | 2002 | 2010 |
| ---- | ----- | ---- | ---- |
| 607  | ↗1227 | ↘237 | ↘162 |

## Интересные факты
- В истории этого белгородского села есть странички, имеющие отношение к биографии Ивана Сергеевича Тургенева (1818-1883).
- В 1859 году здесь родилась Наталья Дмитриевна Бекарюкова (Гизетти), автор нескольких книг, вошедшая в литературу под псевдонимом Барвенкова, мать эсэра А.А. Гизетти[2].

## Уроженцы Герои Советского Союза
- Фёдор Иванович Винокуров (1909—1980) — полковник Советской Армии, участник встречи на Эльбе, Герой Советского Союза (1945).